# Auch
Auch (/ᴐʃ/; in guascone Aush /ˈawʃ/) è un comune francese di 21 618 abitanti, sede di prefettura e capoluogo del dipartimento del Gers nella regione dell'Occitania.
Sviluppatosi in età romana con il nome di Augusta Auscorum, fu la prima capitale della contea d'Armagnac e cuore storico della Guascogna.

## Geografia fisica

### Territorio
Auch si trova nel sud-ovest della Francia, in Armagnac (Guascogna), nella valle del Gers, e si sviluppa lungo entrambe le rive del fiume che dà il nome al dipartimento. Dista, in linea d'aria, circa 75 dai Pirenei, 150 dal Golfo di Guascogna, 160 km da Bordeaux (195 km su strada), 70 km da Tolosa (76 km su strada), 85 da Pau (105 km su strada). Dal 2001 al 2011 la città aveva formato, con altri 14 comuni del proprio cantone, una comunità di comuni (communauté de communes), trasformatasi successivamente in agglomerazione (Grand Auch agglomération), che è integrata nell'area urbana di Auch (aire urbaine d'Auch), costituita da 39 comuni su una superficie di 636 km² e una popolazione totale di 40 853 abitanti.

### Clima
Il clima della città è di tipo suboceanico, con inverni temperati (Tm di gennaio: 5,4 °C) ed estati moderatamente calde (Tm di luglio e agosto di 21,5 °C). Le gelate si concentrano in massima parte fra i mesi di novembre e marzo (con una media di 48,9 giorni l'anno fra il 1982 e il 2013) e, nello stesso periodo, possono prodursi fenomeni nevosi. Le precipitazioni non sono particolarmente abbondanti (629,6 mm annui), ma frequenti (circa 100 giorni di pioggia all'anno) e abbastanza ben distribuite nelle quattro stagioni. Il sole è abbastanza presente : circa 2050 ore per anno.
| Staz. di Auch (1982-2013) | Gen   | Feb   | Mar   | Apr   | Mag   | Giu   | Lug   | Ago   | Set   | Ott   | Nov  | Dic   | Anno   |
| ------------------------- | ----- | ----- | ----- | ----- | ----- | ----- | ----- | ----- | ----- | ----- | ---- | ----- | ------ |
| Tp. max. media (°C)       | 9,8   | 11,3  | 14,9  | 17,3  | 21,3  | 25,0  | 27,9  | 27,9  | 24,8  | 19,9  | 13,6 | 10,3  | 18,8   |
| Tp. media (°C)            | 5,4   | 6,3   | 9,3   | 11,7  | 15,5  | 19,1  | 21,5  | 21,5  | 18,3  | 14,4  | 9,1  | 6,1   | 13,3   |
| Tp. min. media (°C)       | 1,1   | 1,4   | 3,5   | 6,0   | 9,7   | 13,1  | 15,1  | 15,1  | 11,8  | 8,9   | 4,6  | 1,9   | 7,8    |
| Giorni di gelo            | 12,35 | 11,89 | 6,95  | 1,35  | 0     | 0     | 0     | 0     | 0     | 0,81  | 5,09 | 11,21 | 48,9   |
| Ore di sole               | 91,8  | 112,8 | 169,0 | 171,1 | 211,2 | 217,6 | 271,3 | 260,2 | 204,6 | 155,5 | 96,6 | 87,0  | 2048,7 |
| Precipitazioni (mm)       | 57,3  | 49,5  | 49,0  | 65,3  | 58,8  | 46,8  | 37,3  | 43,7  | 51,0  | 57,6  | 58,0 | 55,3  | 629,6  |
| Giorni di pioggia         | 9,6   | 7,85  | 8,47  | 10,37 | 9,64  | 7,59  | 5,86  | 6,34  | 7,18  | 9,12  | 9,21 | 9,38  | 100,54 |

## Storia

### Età preromana e romana
Auch fu fondata con il nome di Elimberrum (o Elimberris) da una popolazione aquitana, gli Ausci. L'estensione del nucleo abitato di età preromana era di oltre 25 ha e si sviluppava sulla riva destra del Gers, dove attualmente è situata la parte più moderna della città. Le costruzioni poggiavano su pali portanti e i suoli erano in terra battuta. I Romani, guidati da Publio Licinio Crasso, occuparono la regione nel 55 a.C. e ribattezzarono l'abitato con il nome di Augusta Auscorum (o Ausciorum Augusta), ossia la Augusta degli Ausci. In epoca immediatamente successiva il centro abitato venne a trovarsi sul percorso della Via Aquitania, strada romana che attraversava la regione omonima, collegando la colonia di Narbo Martius (Narbonne), sulla costa mediterranea, con il centro mercantile di Burdigala (Bordeaux) nelle vicinanze dell'Atlantico. Augusta Auscorum conobbe un primo importante sviluppo nel I secolo, acquisendo caratteristiche propriamente urbane e dotandosi di strutture termali. In epoca tardo-imperiale la città visse un periodo di grande prosperità, testimoniato da residenze lussuose provviste di bagni e da monumenti pubblici soggetti a un mantenimento costante. Ricordiamo che, all'epoca, Auch, una delle dodici civitates della provincia di Novempopulana, sostituì come capitale provinciale Eauze, andata distrutta dai Vandali nel 409.
Fra la fine del III e gli inizi del IV secolo Auch divenne sede di diocesi cattolica, che, trasformatasi in arcidiocesi (arcidiocesi di Auch) in età carolingia (IX secolo) riuscì ad estendere la propria giurisdizione su gran parte del futuro Ducato di Guascogna. Successivamente i suoi arcivescovi ottennero il titolo di primate di Aquitania.
In un momento imprecisato del V secolo la città andò, almeno in parte, distrutta (sono stati rinvenuti resti di edifici incendiati) e si spopolò.

### Età medievale e moderna
Durante l'Alto Medio Evo, Auch fu la capitale della Contea d'Armagnac (X e XI secolo), spesso contesa fra i signori feudali locali e la Chiesa. Il trasferimento della capitale a Lectoure, più facilmente difendibile, non impedì che la città fosse ripetutamente espugnata e saccheggiata nei secoli seguenti, prima nel 1246, poi nel 1473, subito dopo la battaglia di Lectoure, che segnò il definitivo tramonto della dinastia degli Armagnac e la piena incorporazione della Contea al Regno di Francia che fino ad allora aveva esercitato su di essa un potere solo nominale. 

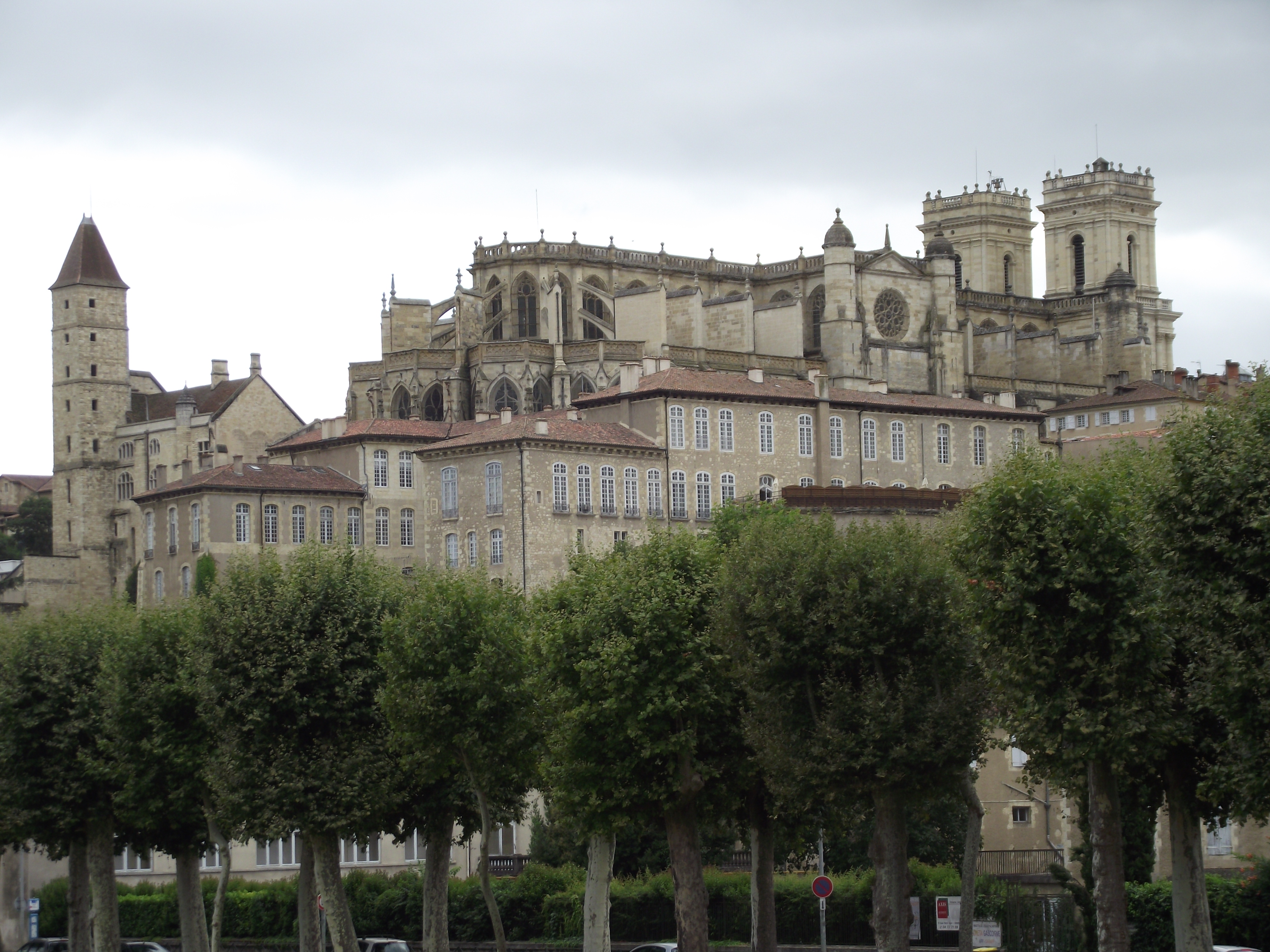
la Cattedrale di Auch e la Tour d'Armagnac

Le contese fra la Chiesa cattolica e i nobili per il controllo della città non ebbero termine dopo l'annessione di Auch allo Stato francese. Per ribadire la supremazia del potere ecclesiastico su quello aristocratico l'arcivescovo Francesco di Savoia fece costruire, a partire dal 1489, una delle più maestose cattedrali della Francia sudoccidentale: la Cattedrale di Santa Maria che ancora oggi domina la città.
Nella seconda metà del Cinquecento Auch entrò in un lungo periodo di ristagno demografico, economico e culturale, che, iniziato con il coinvolgimento della città nelle guerre di religione che sconvolsero la Francia del tempo, si protrasse fino alla fine del XVII secolo. Nel XVIII secolo, soprattutto durante il regno di Luigi XV, grazie agli sforzi e all'energia di alcuni intendenti, e in particolare di Antoine Mégret d'Étigny, la città conobbe un nuovo periodo di prosperità economica e di sviluppo urbanistico testimoniato dalle tante costruzioni portate a termine in quegli anni: l'Hôtel de ville, l'Hôtel d'Intendance, ecc.
Nel corso del secolo successivo, a seguito soprattutto della costruzione della stazione ferroviaria, Auch tornò a svilupparsi sulla riva destra del Gers, acquisendo col tempo quell'aspetto urbano che tuttora lo caratterizza.

## Monumenti e luoghi d'interesse

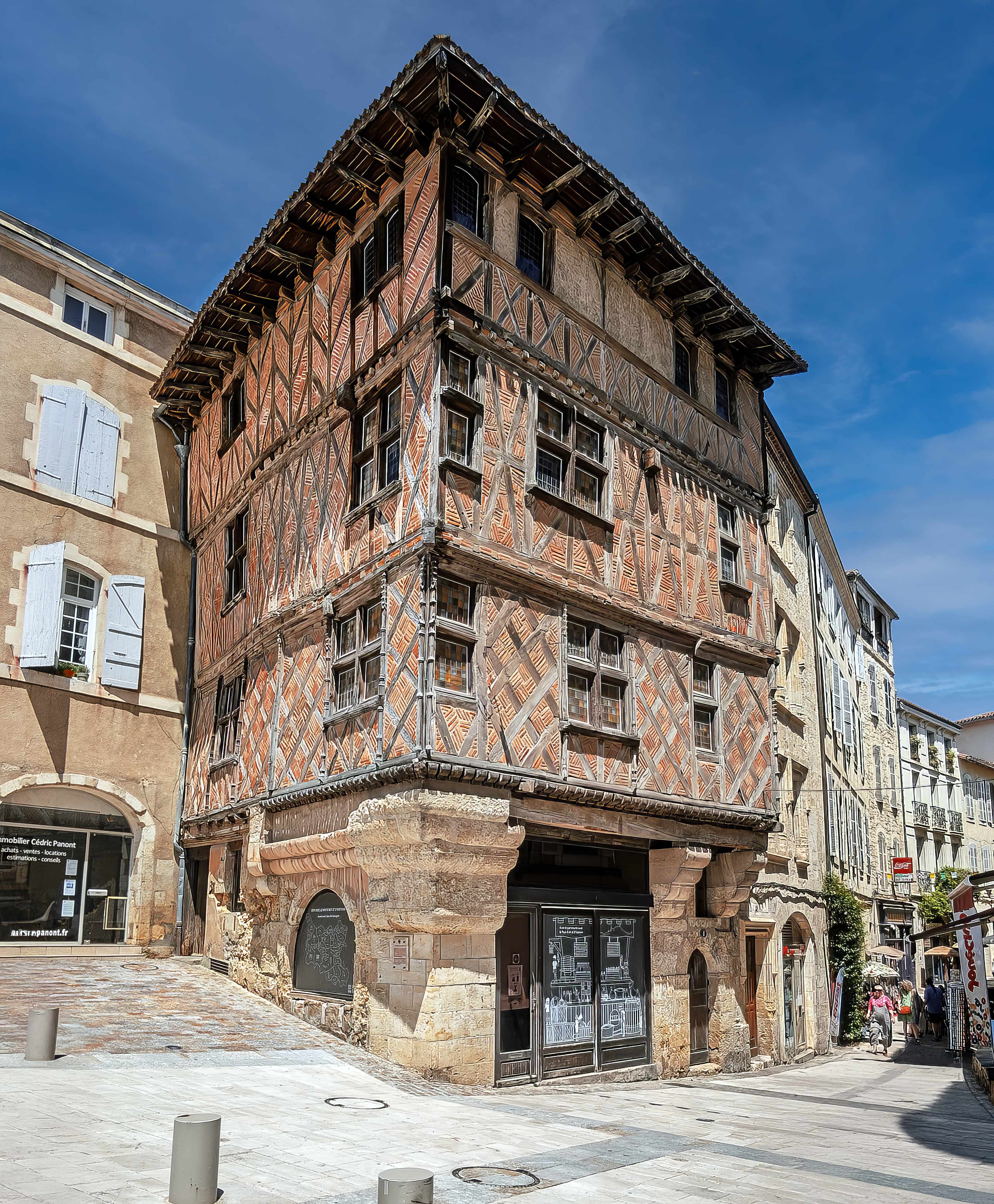
Caratteristica Casa a graticcio classificata come monumento storico in rue Dessoles

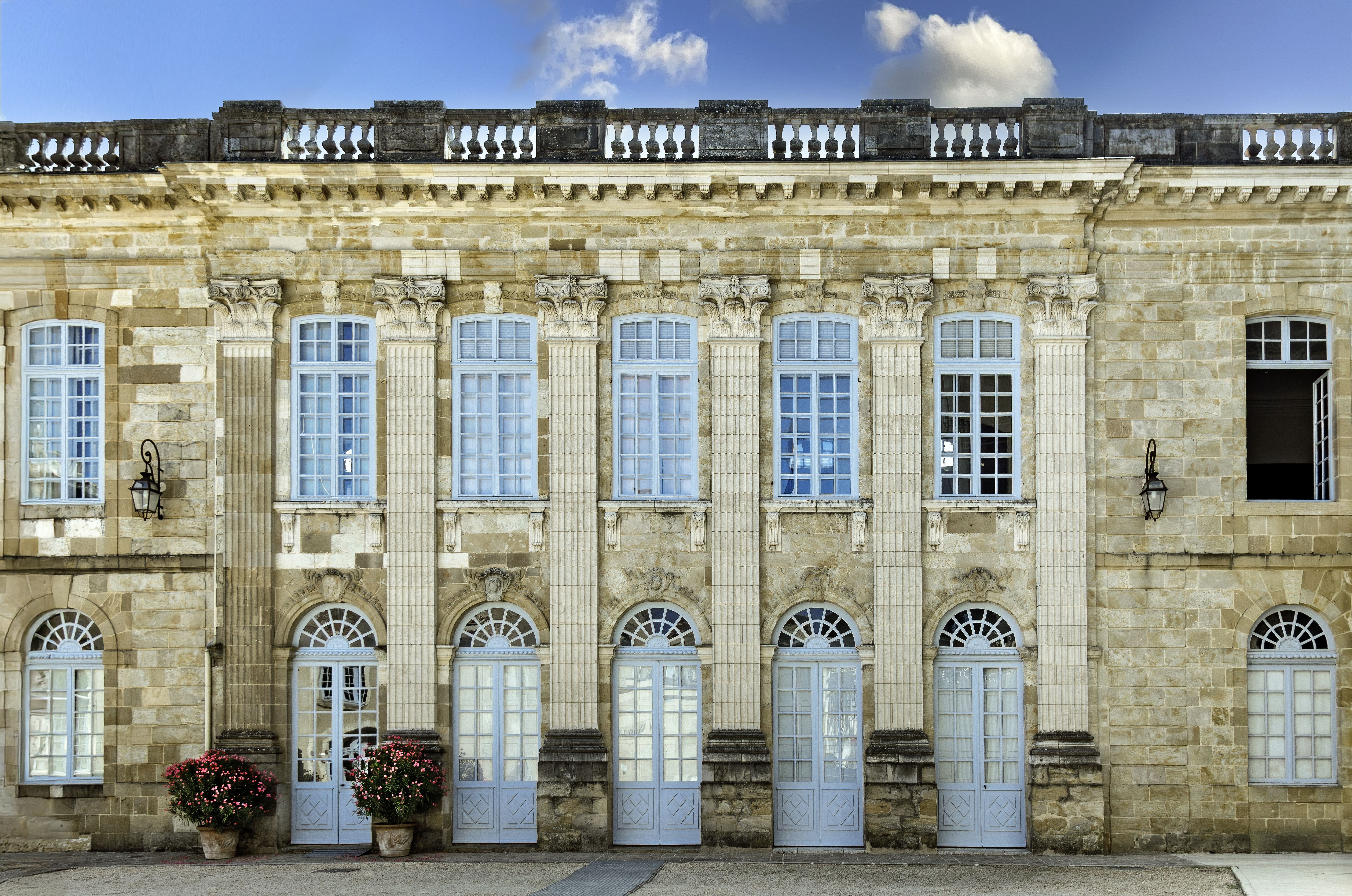
Palazzo Arcivescovile, 1742-75

Nel centro storico, oltre alla celebre e imponente Cattedrale di Santa Maria, vi sono alcune pregevoli costruzioni di età medievale, fra cui la torre d'Armagnac (XIV secolo), e moderna, come il Liceo (1545), l'Antico collegio dei Gesuiti (XVI secolo), e il settecentesco Ospedale generale di Sant'Agostino. Il Palazzo Arcivescovile, seppur edificato su una preesistente struttura medievale, ha assunto le connotazioni architettoniche che attualmente lo contraddistinguono, solo nel XVII secolo.
- Cattedrale di Santa Maria.
È un ampio e maestoso edificio religioso costruito su preesistenti strutture medievali (103 x 35 x 27). La prima pietra fu posta nel 1489, e nel 1548, a lavori ancora non ultimati, la chiesa venne consacrata. Lo stile dominante è il Tardogotico, ma presenta forti influenze rinascimentali, soprattutto nella facciata (terminata solo nel 1680) e negli arredi interni. È celebre per le belle vetrate cinquecentesche delle cappelle radiali del deambulatorio, realizzate da Arnaud de Moles, e per i 113 stalli lignei del coro, finemente e riccamente intagliati con scene bibliche e mitologiche (1515 - 1552). La cattedrale è Monumento storico di Francia dal 1906 e venne inserita nella Lista dei patrimoni dell'umanità dell'UNESCO, nel capitolo Strade francesi per Santiago de Compostela del 1998
- Palazzo arcivescovile.
Oggi sede della Prefettura, venne fondato all'inizio del XII secolo dall'arcivescovo Raymond II de Pardiac, poi ampliato nel 1602 dall'arcivescovo Léonard de Trappes. Il cardinal Augustin de Maupeou fece abbattere, all'inizio del XVIII secolo, tutti gli edifici al fine di ricostruire completamente la residenza nel più moderno stile barocco. I progetti furono commissionati all'architetto Jean-Baptiste Alexandre Le Blond, che aveva già lavorato alla corte di San Pietroburgo. Il cardinale morì tuttavia nel 1712 con l'edificio che doveva essere ancora ultimato. I lavori, continuati dai suoi successori furono portati a termine solo fra il 1742 e il 1775 sdall'arcivescovo Jean-François de Chastellard de Montillet de Grenaud.
- Antico collegio dei Gesuiti.
Bell'edificio eretto nelle immediate vicinanze della cattedrale negli anni quaranta del Cinquecento per iniziativa del Cardinale François II de Tournon, arcivescovo di Auch dal 1538 al 1551. Attualmente presenta forme classicheggianti a seguito di modifiche e ampliamenti sopravvenuti nei primi decenni del XVII secolo. Fu sede, dal 1590 al 1762, di un collegio gesuita che, agli inizi del Seicento, ebbe oltre settecento iscritti. Ospitò, successivamente, un liceo ed altri istituti pubblici. Ribattezzato Collège Salinis è oggi noto anche con tale nome.[5]
- Torre d'Armagnac (tour d'Armagnac)
Alta 40 metri, fu edificata nel XIV secolo per il palazzo del tribunale vescovile. Venne utilizzata successivamente come prigione, infine come archivio della cattedrale. Fu restaurata da Viollet-le-Duc nel 1865-1872
- Casa Fedèle (maison Fedel)
Bella casa a graticci del XV secolo. Vi ha sede, attualmente, l'ufficio turistico
- Torre romana.
È la più antica costruzione esistente in città e ancora abitata nella sua parte superiore. Le fondamenta sono di epoca gallo-romana, mentre la torre propriamente detta fu edificata nel VI secolo. Il monumento è conosciuto anche come "torre di Cesare" o "Torre dei penitenti blu"
- Scalinata monumentale.
D'ispirazione italiana (i giardini di Villa Garzoni a Collodi), fu costruita fra il 1860 e il 1863 e congiunge la città bassa a quella alta (40 m circa di dislivello). Si articola in 6 rampe composte da 374 scalini e si inserisce perfettamente in un contesto naturale e architettonico privilegiato, costituito dalla rive del Gers, la Torre d'Armagnac, la cattedrale e il palazzo episcopale. Alla base di una delle rampe è stata eretta, nel 1931, una statua in bronzo opera dello scultore Michelet e raffigurante il moschettiere Charles de Batz, meglio noto come d'Artagnan, nato nel castello di Castelmore, a una trentina di chilometri da Auch.

## Musei
- Musée des Amériques, già Museo dei Giacobini (Musée des Jacobins d'Auch).
Fondato nel 1793, durante la Rivoluzione francese, ha sede nell'antico convento dei Giacobini di Auch. Conserva oltre ventimila oggetti riguardanti la storia della città e della sua regione storica di appartenenza, la Guascogna, che vanno dall'epoca gallo-romana ai giorni nostri. Possiede inoltre la seconda più importante collezione di arte precolombina in Francia, subito dopo quella del Musée du Quai Branly a Parigi.[6]
- Museo della Resistenza e della Deportazione (Musée de la Résistance et de la Déportation).
Raccoglie armi, oggetti, documenti e testimonianze sui molti patrioti che nel corso della seconda guerra mondiale lottarono contro il nazifascismo e sulla storia della Resistenza sia a livello locale, sia nazionale. Una sala è dedicata ai deportati nei vari campi di lavoro, di concentramento e di sterminio che i nazisti aprirono in Germania e in altri paesi d'Europa da essi occupati. Nel 1994 è stata creata anche un'associazione per tutelare e ampliare il patrimonio museale.

## Società

### Sviluppo urbano
L'abitato più antico, sviluppatosi in epoca preromana (Elimberris o Elimberrum)) si estendeva sulla riva destra del Gers, dove attualmente si trovano i quartieri più moderni, edificati fra gli inizi dell'Ottocento e i giorni nostri. In età romana Auch dovette estendersi su entrambe le rive del fiume, anche se l'ubicazione del centro della vita cittadina non è stato ancora determinato con sicurezza. Decaduta nel V secolo, in concomitanza con le invasioni barbariche, Auch tornò a popolarsi in età altomedievale lungo la riva sinistra del Gers, ricoprendo le pendici di una collina di modesta altitudine sulla cui cima (a 40 m, o poco più, al di sopra del letto del fiume) venne successivamente edificata la Cattedrale di Santa Maria. La parte nuova della città, sviluppatasi in pianura e dal 1863 collegata all'antica da una Scalinata monumentale, già sul finire del XIX secolo accoglieva la maggior parte della popolazione urbana che nel censimento del 1886 aveva superato per la prima volta i 15 000 abitanti. I quartieri moderni sono caratterizzati da ampi viali che si dipartono dalla maestosa Promedade Claude Desbons che costeggia il fiume per quasi 4 km.

### Evoluzione demografica
| 1801   | 1811   | 1817   | 1831   | 1836   | 1841   | 1846   | 1851   | 1856   | 1861   | 1866   |
| ------ | ------ | ------ | ------ | ------ | ------ | ------ | ------ | ------ | ------ | ------ |
| 8 444  | 7 696  | 8 918  | 9 670  | 9 801  | 10 867 | 12 323 | 12 141 | 12 001 | 11 899 | 12 500 |
| 1872   | 1876   | 1881   | 1886   | 1891   | 1896   | 1901   | 1906   | 1911   | 1921   | 1926   |
| 13 087 | 13 785 | 14 186 | 15 090 | 14 782 | 14 838 | 13 939 | 13 526 | 13 638 | 11 825 | 12 272 |
| 1931   | 1936   | 1946   | 1954   | 1962   | 1968   | 1975   | 1982   | 1990   | 1999   | 2010   |
| 12 567 | 13 313 | 15 253 | 16 382 | 18 918 | 21 462 | 23 185 | 23 258 | 23 136 | 21 838 | 21 576 |

## Amministrazione

### Gemellaggi
- Memmingen
- Calatayud
- Cangas de Onís